# Burlövs församling
Burlövs församling är en församling i Torna och Bara kontrakt i Lunds stift. Församlingen omfattar hela Burlövs kommun i Skåne län och utgör ett eget pastorat.

## Administrativ historik
Församlingen har medeltida ursprung och har utgjort och utgör ett eget pastorat.

## Organister
| Verksam | Namn          | Levnadstid | Övrigt |
| ------- | ------------- | ---------- | ------ |
| 1928–   | Svea Welander | 1898–1985  | [ 4 ]  |

## Kyrkor
- Arlövs kyrka
- Burlövs gamla kyrka

## Kyrkoherdar
Kyrkoherden 2011 är Bo Sandahl.